# Gómezserracín
Gómezserracín är en ort i Spanien.   Den ligger i provinsen Provincia de Segovia och regionen Kastilien och Leon, i den centrala delen av landet, 110 km nordväst om huvudstaden Madrid. Gómezserracín ligger 804 meter över havet och antalet invånare är 727.
Terrängen runt Gómezserracín är platt. Runt Gómezserracín är det ganska glesbefolkat, med 31 invånare per kvadratkilometer. Närmaste större samhälle är Cuéllar, 12,5 km norr om Gómezserracín. 